# Friedrich Hartner

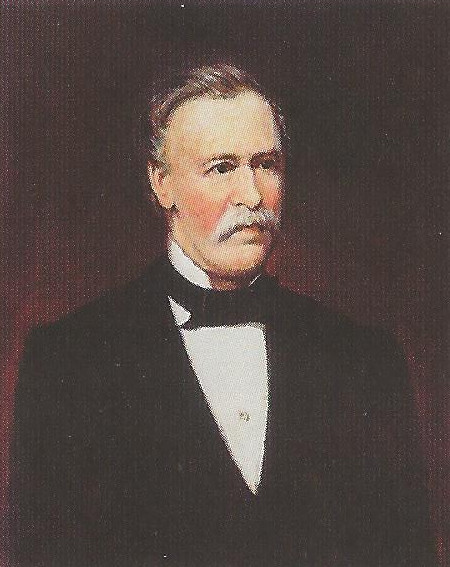
Friedrich Hartner, posthum im Jahr 1880 von Wenzel Ottokar Noltsch angefertigtes Gemälde

Friedrich Hartner (* 30. November 1811 in Wien; † 5. Oktober 1877 ebenda) war ein österreichischer Geodät, Mathematiker und Hochschullehrer. Er war Rektor des k.k. Polytechnischen Instituts, der heutigen Technischen Universität Wien.

## Leben
Friedrich Hartner studierte nach Beendigung der Realschule am k.k. Polytechnischen Institut sowie an der Universität Wien, wo er Mathematikvorlesungen besuchte. Von 1833 bis 1837 war er Assistent der höheren Mathematik am polytechnischen Institut. Anschließend war er bei der Österreichischen Sparkassa sowie der Oesterreichischen Nationalbank tätig.
1845 war er zunächst Supplent, dann Professor für höhere Mathematik und praktische Geometrie am damaligen Joanneum in Graz. 1851 wurde er als ordentlicher Professor für praktische Geometrie an das polytechnische Institut berufen, später war er Professor für höhere Mathematik und ab 1866 wieder für praktische Geometrie. Im Studienjahr 1867/68 wurde er in Nachfolge von Josef Philipp Herr zum Rektor des Polytechnischen  Instituts gewählt. In seiner Amtszeit wurde die Aufstockung des Mitteltraktes des Hauptgebäudes sowie die Errichtung des Observatoriums abgeschlossen.
Im Jahr 1852 veröffentlichte er die erste Auflage seines Hand- und Lehrbuchs der niederen Geodäsie. Dieses Buch wurde bis 1921 zumindest elf Mal überarbeitet, erweitert und neu aufgelegt. Hartner zeichnete für die ersten vier überarbeiteten und erweiterten Ausgaben bis 1872 verantwortlich, spätere Ausgaben wurden von Eduard Dolezal und Josef Wastler übernommen. Die erste Auflage umfasste rund 600 Seiten, die Ausgabe von 1921 wurde in zwei Bänden mit insgesamt über 1100 Seiten veröffentlicht.
Hartner war Mitglied mehrerer wissenschaftlicher Vereine sowie Ritter des Franz-Joseph-Ordens.

## Publikationen
- 1852: Handbuch der niedern Geodäsie, Seidel-Verlag, Wien 1852[3]
- 1856: Handbuch der niedern Geodäsie: nebst einem Anhange über die Elemente der Markscheidekunst; zum Gebrauche für technische Lehranstalten, sowie für das Selbststudium, 2. Auflage, 610 Seiten, Seidel-Verlag, Wien 1856[4]
- 1864: Handbuch der niederen Geodäsie: nebst einem Anhange über die Elemente der Markscheidekunst, 3. Auflage, 693 Seiten, Seidel-Verlag, Wien 1864[5]
- 1872: Handbuch der niederen Geodäsie: nebst einem Anhange über die Elemente der Markscheidekunst, 4. Auflage, 668 Seiten, Seidel-Verlag, Wien 1872[6]